# Сочитепек
Сочитепе́к (исп. Xochitepec) — город и административный центр одноимённого муниципалитета в мексиканском штате Морелос. Численность населения, по данным переписи 2010 года, составила 19 164 человека.

## Общие сведения
Название «xochitepec» происходит из языка науатль в переводе означающем «на холме, покрытом цветами».
Поселение Сочитепек было основано в 1732 году доном Исидро де Педрасом.
В 1847 году в этом районе произошло землетрясение, вследствие чего на поверхность пробились сернистые воды.